# Vigyázó család
A bojári nemes és gróf Vigyázó család egy 17. századi eredetű, mára már kihalt magyarországi nemesi család.

## Története
A Vigyázók okiratokkal is igazolható első őse a XVII. század közepén élt Gergely, aki 1671-ben kapott címeres nemeslevelet. Veszprém, Tolna, Győr és Pest vármegyékben voltak birtokosok, a 18. századra már jelentős földjeik voltak. Több köztisztviselőt, iparost és kereskedőt találunk közöttük, de főszolgabíró és királyi udvarnok is akadt a Vigyázó famíliában. Megemlítendő Ferenc, aki Napóleon seregei ellen harcolt és Antal (1793–1861), aki 1809-ben már kapitányi rangban szolgált a hadseregben, neves műgyűjtő volt és saját könyvtárát utazásai során is gyarapította. Nagyberkiben kastélyt vásárolt, és több építkezésbe is belefogott birtokain. Antal fia, Sándor (1825–1921), bőkezű adományaival hamar ismertté vált, császári és királyi kamarás, örökösjogú főrendiházi tag és Nagy-Küküllő vármegye főispánja is volt. 1895. június 25-én Ferenc József még grófi rangot is adományozott neki. Sándor Vácrátóton vásárolt családja számára újabb kastélyt, ami mellé parkot is telepíttetett. Sándor gróf fia, Ferenc (1874–1928), közjogi irodalommal foglalkozott, több tanulmánya is megjelent ebben a témában. Mellette Pest-Pilis-Solt-Kiskun vármegye helyettes alispánjává is megválasztották. A család két ága majdnem egy időben halt ki, Ferenc gróf halálával a rövid életűnek bizonyult főnemesi ág 1928-ban, míg a köznemesi ág Vigyázó Elemérrel 1935-ben.